# Mr Clarinet
Mr Clarinet – pierwszy singel grupy The Birthday Party. W lipcu 1980 roku wydany w Australii nakładem Missing Link Records. W październiku 1981 wytwórnia 4AD wydała Mr Clarinet w formie 7-calowej płyty gramofonowej.
Lista utworów:
1. „Mr Clarinet”
2. „Happy Birthday”